# Capim Grosso
Capim Grosso is een gemeente in de Braziliaanse deelstaat Bahia. De gemeente telt 27.158 inwoners (schatting 2009).

## Aangrenzende gemeenten
De gemeente grenst aan Caém, Jacobina, Queimadas, Quixabeira, Santaluz en São José do Jacuípe.